# 박춘란
박춘란(朴春蘭, 1965년~)은 대한민국의 제29대 국가공무원인재개발원 원장(2019. 10.~2021. 6.)이다.

## 학력
- 진주여자고등학교
- 서울대학교 법과대학 학사
- 캘리포니아대학교 버클리캠퍼스 대학원 법학 석사

## 경력
- 제33회 행정고시 합격
- 교육부 학교정책총괄과 서기관
- 교육인적자원부 혁신담당과 담당관
- 교육인적자원부 인력수급정책과 과장
- 교육인적자원부 대학정책과 과장
- 교육인적자원부 대학지원국 대학정책과 과장
- 경북대학교 사무국장
- 교육과학기술부 학술연구정책실 학술연구지원관
- 강릉대학교 사무국장
- 교육과학기술부 정책기획관
- 교욱부 대학지원실 대학정책관
- 충청북도 교육청 부교육감
- 교육부 평생직업교육국장
- 서울특별시 교육청 부교육감
- 제60대 교육부 차관
- 서울대학교 이사

| 전임 이영 | 제5대 교육부 차관 2017년 6월 1일~2018년 11월 23일 | 후임 박백범 |

| 전임 양향자 | 제29대 국가공무원인재개발원 원장 2019년 10월 1일~2021년 6월 14일 | 후임 최창원 |